# Tonne (Flächenmaß)
Die Tonne beziehungsweise die Tonne Land oder Tonnenland, auch Tonnenstelle, finnisch tynnyrinmaa, tynnyrinala, dänisch tønde land, norwegisch tønne oder tønneland, schwedisch tunnland, war ein Flächenmaß, das in Skandinavien sowie in Schleswig-Holstein und Lübeck verwendet wurde. Das Wort „Tonne“ bezeichnete zunächst die Maßtonne, die das auf dem Ackerland zu verstreuende Saatgut enthielt, und davon ausgehend dann die Fläche, die mit diesem Saatgut besät werden konnte.
In Norddeutschland wurde die Einheit 1868/1872 gesetzlich durch die metrischen Einheiten Ar und Hektar ersetzt, in Norwegen 1875/1882, in Schweden 1878/1889, in Finnland 1886/1892 und in Dänemark 1907/1916.

## Metrische Äquivalente
- Dänemark: 1 Tonne = 55,1623 Ar
- Island: 1 Tonne = 45,589 Ar
- Lübeck: 1 Tonne = 50,825 Ar (innerhalb der Landwehr)
- Lübeck: 1 Tonne = 59,296 Ar (außerhalb der Landwehr)
- Fürstentum Lübeck: 1 Tonne = 21,8663 Ar (Steuermaß)
- Schleswig-Holstein 1 Tonne = 63,07 Ar
  - königliche Domänen, Schleswig-Holstein: 1 Tonne = 67,274 Ar
  - Rantzau, Schleswig-Holstein: 1 Tonne = 85,7859 Ar
  - Tondern, Schleswig-Holstein: 1 Tonne = 63,8581 Ar
  - übrige Ämter, Schleswig-Holstein: 1 Tonne = 50,456 Ar
  - Schleswig-Holstein: 1 Tonne = 54,6612 Ar (Steuermaß)
  - Eiderstedt, Schleswig-Holstein: 1 Tonne = 60,547 Ar
- Norwegen: 1 Tonne = 39,37 Ar
- Schweden: 1 Tonne = 49,365 Ar